# Fachkaufmann
Der Fachkaufmann ist eine betriebswirtschaftliche Aufstiegsfortbildung der Industrie- und Handelskammern (IHK) in einem jeweils definierten Funktionsbereich. Die Abschlussprüfungen der verschiedenen Fachrichtungen sind durch einheitliche Rechtsvorschriften geregelt und werden von den Ausschüssen der zuständigen Kammern durchgeführt.

## Unterscheidung Fachkaufmann und Fachwirt
Der Fachkaufmann ist als Weiterbildung nicht auf einen Wirtschaftszweig bezogen und stellt somit das funktionsorientierte Pendant zum branchenbezogenen Fachwirt dar. Diese Unterscheidung der Abschlussbezeichnungen in Fachwirt für Branchenspezialisten und Fachkaufmann für Funktionsspezialisten wurde im Juni 2014 beendet. Das Bundesministerium für Bildung und Forschung (BMBF) und das Bundesministerium für Wirtschaft und Energie (BMWi), die Sozialpartner und Wirtschaftsorganisationen einigten sich darauf, zukünftig nur noch den Begriff Fachwirt für die Güte und Wertigkeit eines Abschlusses zu verwenden.

## Ausbildungsinhalte
Der Fachkaufmann gemäß § 53 Berufsbildungsgesetz (BBiG) ist eine der Meisterprüfung gleichgestellte kaufmännische berufliche Weiterbildung, die in der Regel im Anschluss an eine möglichst kaufmännische Berufsausbildung mit anschließender einschlägiger Berufspraxis erfolgt. Private sowie öffentliche Bildungsträger bieten nach den Rahmenplänen des Deutschen Industrie- und Handelskammertags Lehrgänge zu den Abschlussprüfungen an. Sie dauern meist zwischen 3 und 24 Monate (Vollzeit- oder Teilzeitform), für die Zulassung zu den Abschlussprüfungen ist die Teilnahme an einem Lehrgang allerdings nicht zwingend vorgeschrieben.
Erfolgreiche Absolventen erfüllen die Voraussetzungen zur Teilnahme an einer IHK-Prüfung zum Geprüften Betriebswirt.
Der Abschluss wird im Deutschen Qualifikationsrahmen (DQR) auf der Niveaustufe 6 eingeordnet.

## Fachkaufmannsberufe (Auswahl)
- Geprüfter Bilanzbuchhalter
- Geprüfter Controller
- Geprüfter Personalfachkaufmann
- Geprüfter Fachkaufmann für Organisation
- Geprüfter Fachkaufmann für Einkauf und Logistik
- Geprüfter Fachkaufmann für Vertriebsmanagement
- Geprüfter Fachkaufmann für Außenwirtschaft

## Fachkaufleute der Handwerkskammer
Einige Handwerkskammern vergeben für den erfolgreich bestandenen 3. Teil der Meisterprüfung (Betriebswirtschaft, Buchführung, Marketing, Personalwirtschaft, Finanzwirtschaft, Organisation und  Recht) den Abschluss Fachkaufmann für Handwerkswirtschaft.

## Allgemeine Hochschulzugangsberechtigung
Nach dem Beschluss der Kultusministerkonferenz vom 6. März 2009 erhalten erfolgreiche Absolventen von Fachkaufmann-Fortbildungen, für die Prüfungsregeln nach §§ 53 und 54 BBiG bestehen und die laut Rahmenplan mindestens 400 Unterrichtsstunden umfassen, die allgemeine Hochschulzugangsberechtigung. Zudem erfüllen sie die Voraussetzungen zur Teilnahme an der IHK-Prüfung zum geprüften Betriebswirt oder der HWK-Prüfung zum geprüften Betriebswirt nach der Handwerksordnung.